# Lara Diloy
Lara Diloy (Madrid, 1986) es una de las directoras de orquesta más destacadas de España. Trompista y profesora de música, en 2022 se convirtió en una de las pocas mujeres que, hasta el momento, han dirigido una producción lírica en el Teatro de la Zarzuela.

## Trayectoria

### Intérprete
Con tan solo siete años comenzó sus estudios musicales en la Escuela Municipal de Música de Alcorcón . En 2002 (con dieciséis años), ingresó en el Real Conservatorio Superior de Música de Madrid (RCSMM), donde obtuvo el Título Superior de música en las especialidades de trompa –con el profesor Santiago Calonge– y de Dirección de Orquesta –con los maestros Mercedes Padilla y Antonio Moya–. Completó sus conocimientos de trompa con Rodolfo Epelde y otros destacados profesores e intérpretes del panorama nacional e internacional. 
Ha formado parte de varias orquestas jóvenes, como la Joven Orquesta Nacional de España (JONDE), la Joven Orquesta de la Comunidad de Madrid (JORCAM) o la Orquesta-Escuela de la Sinfónica de Madrid. Como concertista solista ha interpretado, entre otras obras, el Concierto nº 3 para trompa y la Sinfonía concertante para vientos y orquesta de Mozart, la Suite para dos trompas de Telemann y el Konzertstück für vier Hörner und großes Orchester de Robert Schumann. Es integrante del quinteto de viento Son-Art y del grupo Rubik Ensemble, un ensemble cuya finalidad es la difusión de la música contemporánea.

### Dirección coral
Lara Diloy posee una sólida formación en la dirección coral, donde se ha especializado realizando cursos y talleres con profesores como Elisenda Carrasco, Junkal Guerrero, David Azurza, Josu Elberdin, Amaya Añúa, Johan Duijck, Philip Lawson o Basilio Astúlez.
Además, es una firme defensora de la función social que posee la música, como ha explicado en varias ocasiones:

La música está en todas partes, es un lenguaje universal que emociona sin importar edad, origen o pensamiento. Y a través de ella no sólo se puede mejorar la vida de las personas, sino también ayudar al desarrollo de mejores personas. La vertiente social de la música es una necesidad en la que los profesionales tenemos que hacer nuestra aportación e implicarnos, pues es una forma sencilla de poner nuestro granito de arena para hacer del mundo un lugar mejor, participando en acciones que están al alcance de nuestra mano.

Por este motivo, fundó en Alcorcón el coro Sinan Kay, un proyecto que reúne varias agrupaciones formadas infantiles y juveniles para contribuir al desarrollo personal de l@s niñ@s y jóvenes promoviendo valores como la amistad, el compromiso, la responsabilidad, el respeto y la tolerancia, obteniendo varios premios y reconocimientos a nivel nacional. Con él ha actuado junto a la Orquesta y Coro de Radiotelevisión Española o la Orquesta de la Comunidad de Madrid entre otras.
Igualmente, ha fundado el Coro de Voces Blancas Anya Amara, con el que participó en la ópera Pinocho de Pierangelo Valtinoni en una producción del Teatro de la Zarzuela. Ha dirigido además, el Coro de la Universidad Politécnica de Madrid, el Coro de Voces Blancas Anatara Korai en innumerables conciertos o Abokai, una formación compuesta por solistas del Coro de la Comunidad de Madrid.

### Dirección orquestal
Con inquietudes y vocación hacia la dirección orquestal, Diloy fue, durante el curso 2012/13, directora asistente del maestro Andrés Zarzo en la Orquesta del Real Conservatorio Superior de Música de Madrid. Además, se perfeccionó en dirección orquestal con maestros de la talla de Enrique García Asensio, Bruno Aprea, Martín Rodríguez Peris, Cristóbal Soler o Miguel Romea, entre otros. 
En ese mismo periodo, se crea la Asociación Española de Directores de Orquesta (AESDO) –un espacio destinado a ser el punto de encuentro entre los directores consagrados y los más jóvenes–, donde Lara Diloy forma parte, desde su origen, de la junta directiva como Coordinadora y ha impulsado la celebración de cursos, simposios, concursos y colaboraciones con diferentes entidades orquestales, así como la generación de relaciones con otras asociaciones e instituciones musicales y culturales con las que formar sinergias de trabajo. Además, junto a la también directora Isabel Rubio, creó "AESDO en Directo", un espacio a través de las redes sociales para conversar con grandes Maestros  nacionales e internacionales y profesionales relacionados con la dirección de orquesta.
El 26 de abril de 2014, estrenó con la orquesta Theorikon, la ópera-ballet El fantástico caballero Don Quijote de la Mancha compuesta por Matteo Fania con libreto de Giovanni Privitera.
A la batuta, debutó en público con la Orquesta Sinfónica de la Escuela de Música Arcos, Iuventas, de la que fue directora asistente. Con la Orquesta Sinfónica del Real Conservatorio Superior de Madrid (RCSMM) ofreció varios conciertos en el Teatro Monumental de Madrid y también ha estado al frente de la Barbieri Symphony Orchestra –de la que ha sido fundadora– con la que debutó en el Teatro Real en una gala presidida por los Reyes de España (celebrando el Año Dual España-Japón) y en el Teatro de la Zarzuela en los premios European Heritage Awards (Premios Europeos de Patrimonio). Ha sido principal directora invitada en la Orquesta Filarmónica Ciudad de Alcorcón (OFCA) y con ella destaca su labor al frente del proyecto didáctico Dale cuerda y de otros programas sinfónicos. En 2012, dirigió un octeto de la Joven Orquesta Nacional de España (JONDE) en el encuentro de cámara de Valladolid. También ha dirigido a la Orquesta del Gran Teatro del Liceo, a la Orquesta Sinfónica del Principado de Asturias y al SextetoKlassica.
Ha sido invitada a algunas temporadas del ABAO-Txiki y del Opus Lírica, en el Teatro Arriaga de Bilbao y en el Teatro Reina Victoria de San Sebastián, dirigiendo producciones de Orfeo y Eurídice, Carmen, La Traviata o El elixir de amor. Ha trabajado como asistente junto a maestros como Yves Abel, Corrado Rovaris, Gianluca Marcianò, Daniele Callegari, Ramón Tebar, Miguel Ángel Gómez Martínez, Iván López-Reynoso o Lucas Macías. Como asistente del maestro Óliver Díaz, director musical del Teatro de la Zarzuela entre 2015 y 2019, participó en Rigoletto en el Auditorio Baluarte de Pamplona con la Orquesta Sinfónica de Navarra y el coro de la Asociación Gayarre Amigos de la Ópera de Navarra (AGAO), Luisa Fernanda en los Veranos de la Villa con la compañía Ópera Cómica de Madrid, Nabucco en el Teatro Principal de Palma de Mallorca con la Orquesta Sinfónica de las Islas Baleares y el Coro del Teatro Principal, El Gato Montés en el Palacio de Las Artes Reina Sofía de Valencia con la Orquesta de la Comunidad Valenciana y el Coro de la Generalitat de Valencia, Las Golondrinas y El Cantor de México en el Teatro de la Zarzuela con la Orquesta de la Comunidad de Madrid y el coro del Teatro de la Zarzuela. Ha sido también asistente de la dirección musical de la Temporada de la Ópera de Oviedo entre 2021 y 2022.
En cuanto a salas de concierto, auditorios y teatros, también ha dirigido en el Auditorio Nacional de Música, el Auditorio Alfredo Kraus para el Concierto Solidario de Navidad de la Filarmónica de Gran Canaria y la Fundación DISA en diciembre de 2021 –sustituyendo a Gloria Isabel Ramos Triano–, el Teatro Calderón de Valladolid o el Teatro Filarmónica de Oviedo, entre otros.
Paralelamente, ha desarrollado su faceta docente, un ámbito que  nunca ha querido dejar de lado. Según comentó en una entrevista al diario La Razón, "siempre me ha gustado la docencia y los años que he dado clase los he disfrutado muchísimo; creo que es una de las formas más bonitas que hay de devolverle a la sociedad lo que a una le han dado"  De este modo, ha ejercido como profesora de la Escuela Municipal de Música de Arenas de San Pedro, la Cátedra de Música y Artes Escénicas (en la especialidad de Dirección de Orquesta, del Conservatorio Superior de Música de Málaga) y también ha formado parte del claustro de profesores del Conservatorio y Escuela Municipal de Música Manuel de Falla de Alcorcón.
Participó como productora musical en la grabación del CD con obras de Frank Martin, Leo Brower y Joaquín Rodrigo, Guitar Concertos para la compañía Naxos Records, interpretados por la Orquesta Real Filharmonía de Galicia y el guitarrista Miguel Trápaga, en 2015.
Ante la imposibilidad de acudir a la representación de Don Gil de Alcalá en el Teatro de la Zarzuela de su director musical titular, Lucas Macías, el 12 de mayo de 2022, Diloy, como su asistente, asumió la dirección de la misma y con ello, pasó a convertirse en una de las pocas mujeres que, hasta el momento, se han puesto al frente de la dirección musical de una función lírica en este teatro. La propia Diloy comentaba su experiencia en algunos medios: 

Realmente ha sido una experiencia inolvidable. Aunque como asistente eres consciente de que en cualquier momento puede pasar algo y hay que sustituir al maestro, habitualmente no suele suceder. Por ello es difícil saber cómo vas a reaccionar en una situación así. En Don Gil de Alcalá me ha tocado tomar el mando en pocas horas (me avisaron a las 15h y la función era a las 20h), y puedo decir que solamente pensé en hacer lo que tenía que hacer: estar tranquila y dirigir. Conocía perfectamente la música y la producción, y además estaba arropada por el maestro desde la distancia y por todo el teatro. Se generó una energía fantástica con los cantantes, el coro y la orquesta, y esa energía llegó al público. Solo puedo estar agradecida por esta oportunidad.

Anteriormente, habían desempeñado esta labor en el mismo escenario María Rodrigo, que en 1915 dirigió el estreno de su ópera, Becqueriana, con libreto de los hermanos Álvarez Quintero; Montserrat Font, que en 2008 alternó con Miquel Ortega la dirección de La leyenda del beso y Yi-Chen Lin, que dirigió, en 2014, Carmen, zarzuela en cuatro actos a partir de la opéra-comique de Ludovic Halévy y Henri Meilhac, basada en la novela Carmen de Prosper Mérimée.
A este respecto, comentaba en Madrid Actual: 

Es verdad que somos pocas, aunque cada vez somos más. Estamos, por fortuna, en una generación en la que se están abriendo ya las oportunidades. Cada vez tenemos el camino más abierto. Antes eran pocas las mujeres que llegaban a poder dedicarse profesionalmente, no solo a la dirección, sino en todos los campos en los que hay un factor que es el liderazgo. La incorporación de la mujer, evidentemente, por un tema social, ha sido mucho más tardía y eso no deja de notarse también en la música y en la dirección de orquesta. Lo bueno y lo bonito –a mí me gusta pensar siempre en positivo– es que eso está cambiando y que pronto dejará de ser anecdótico. Y que el mundo lo normalizará. Es verdad que no hemos recorrido todo el camino que hay que recorrer todavía. O sea, todavía falta mucho movimiento, pero lo que se ve es con luz. Tenemos que dar tiempo al progreso.

En 2024 volvería al pódium del Teatro de La Zarzuela para comandar la producción de El año pasado por agua enmarcada dentro del Proyecto Zarza, una experiencia muy gratificante y enriquecedora para la directora ya que "aunque los músicos son jóvenes, son todos profesionales [...]. Cuando todo el equipo es joven, sí que se genera una energía con mucha ilusión y chispa", explicando que "Esa energía que ellos me dan a mí es muy importante. Y sabiendo, si es la primera vez de algunos o viendo lo que ellos demandan, también modifico o me adapto en mi forma de dirigir".

## Reconocimientos
- 2018 - I Premio Impulso a la Trayectoria Profesional YanMag.[24]